# Levamisole
Levamisole, được bán dưới tên thương mại là Ergamisol cùng với một số những tên khác, là một loại thuốc được sử dụng để điều trị nhiễm giun ký sinh. Cụ thể hơn thì thuốc này được sử dụng để điều trị bệnh nhiễm giun đũa và nhiễm giun móc. Chúng được dùng qua đường uống.
Levamisole được phát hiện vào năm 1966. Nó nằm trong danh sách các loại thuốc thiết yếu của Tổ chức Y tế Thế giới, tức là các loại thuốc hiệu quả và an toàn nhất cần thiết trong một hệ thống y tế. Chi phí bán buôn ở các nước đang phát triển là khoảng 0,18 đô la Mỹ đến 0,33 đô la Mỹ cho quá trình điều trị. Chúng không được bán ở Hoa Kỳ. Levamisole cũng có thể được sử dụng làm thuốc tẩy giun cho vật nuôi.

## Tác dụng
Levamisole có tác dụng ức chế men suxino-dehydrogenaza, ngăn cản sự chuyển hóa acid fumaric thành acid sucinic, cần thiết cho hoạt động bình thường của các cơ ở giun thuộc ngành Nematoda, kết quả làm tê liệt giun (không diệt giun), rồi thải trừ giun qua phân.
Các tác dụng phụ có thể kể đến như đau bụng, nôn mửa, đau đầu và chóng mặt. Tác dụng phụ nghiêm trọng hơn có thể có như tăng nguy cơ nhiễm trùng. Thuốc không được khuyến cáo sử dụng trong thời gian cho con bú hoặc ba tháng cuối của thai kỳ. Đây là một thuốc thuộc vào họ các thuốc tẩy giun.

## Nghiên cứu
Levamisole cũng đã được nghiên cứu như một phương pháp nhằm kích thích hệ thống miễn dịch, góp phần trong việc điều trị ung thư. Thuốc cũng cho thấy một số hiệu quả nhất định trong điều trị hội chứng thận hư ở trẻ em.